# Destroyer (gruppo musicale)
I Destroyer sono un gruppo musicale canadese, originario di Vancouver e formato nel 1995. Il frontman del gruppo è il cantautore Dan Bejar.

## Storia

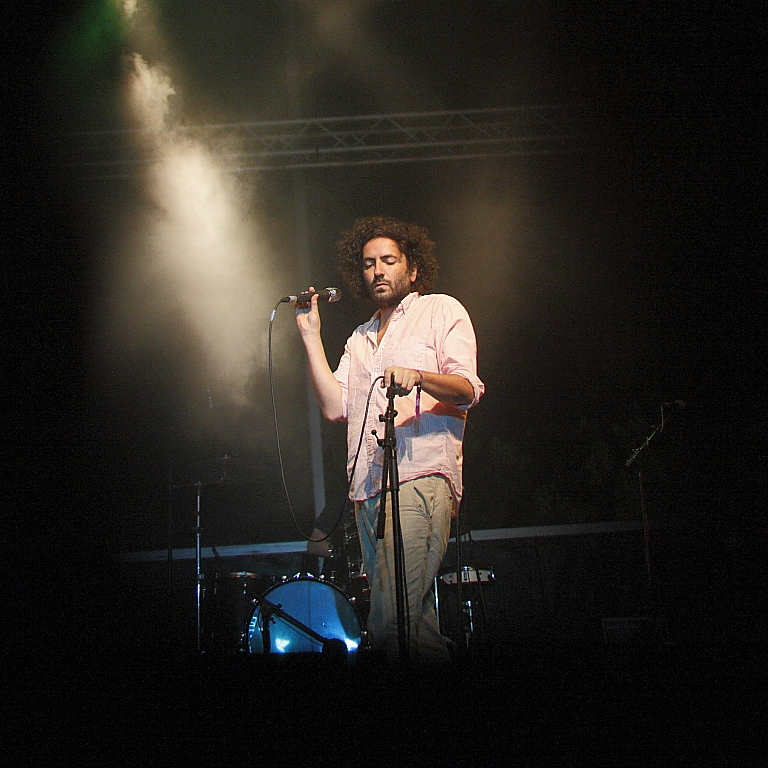
i Destroyer al Sudoeste Festival nel 2011

Daniel Bejar (nato a Vancouver il 4 ottobre 1972) fonda il gruppo nel 1995. Il primo album esce l'anno seguente; si tratta di We'll Build Them a Golden Bridge (1996, Tinker). Nel 1997 il gruppo autoproduce una cassetta, da non considerarsi come album ufficiale (Ideas for Songs). Il timbro vocale alterato, vicino ad un brusio, caratterizza le opere di Bejar.
L'anno decisivo per il gruppo è il 1998: la band si schiera come trio, con Bejar alla chitarra, John Collins al basso, synth e chitarra elettrica, Scott Morgan (poi Loscil) alla batteria. Nello stesso anno pubblicano City of Daughters con cui il gruppo volta pagina indirizzandosi verso un cantautorato folk pop più maturo ed ispirato. Nel 2000 viene pubblicato Thief, in cui si aggiungono al gruppo Jason Zumpano (batteria) e Stephen Wood (chitarra). Sempre nel 2000 Bejar debutta con i New Pornographers, gruppo formato con uno stuolo di musicisti tra cui Neko Case.
Nel 2001 i Destroyer pubblicano Streethawk: a Seduction, di ispirazione rock anni settanta. L'anno dopo la band passa alla Merge Records, label della Carolina del Nord, e cambia formazione. Oltre a Bejar, infatti, sono ora presenti Nicholas Bragg (chitarra), Chris Frey (basso) e Fisher Rose (batteria, violino, synth, piano).
Nel 2002 viene pubblicato This Night, mentre due anni dopo è la volta di Your Blues (2004) con cui il gruppo si rapporta al baroque pop. Parallelamente Bejar porta avanti il suo progetto The New Pornographers.
Nel 2005 viene pubblicato l'EP Notorious Lightning and Other Works (realizzato con i Frog Eyes), che precede l'ottavo LP, ossia Destroyer's Rubies (2006). Passa un paio d'anni ed esce Trouble in Dreams (2008), un album pop rock in cui emerge anche la tradizione folk americana.
Nel 2009 viene pubblicato l'EP Bay of Pigs.
Bejar collabora con Loscil (ossia col suo batterista Scott Morgan) nel suo album Endless Falls, prima di dedicarsi, con l'EP Archer on the Beache (2010), ad un percorso ambient, a cui partecipa anche Tim Hecker. All'inizio del 2011 viene pubblicato Kaputt.

## Discografia parziale

### Album in studio
- 1996 - We'll Build Them a Golden Bridge
- 1997 - Ideas for Songs (cassetta)
- 1998 - City of Daughters
- 2000 - Thief
- 2001 - Streethawk: A Seduction
- 2002 - This Night
- 2004 - Your Blues
- 2006 - Destroyer's Rubies
- 2008 - Trouble in Dreams
- 2011 - Kaputt
- 2015 - Poison Season
- 2017 - Ken
- 2020 - Have We Met
- 2022 - Labyrinthitis
- 2025 - Dan's Boogie

### EP
- 2005 - Notorious Lightning and Other Works
- 2009 - Bay of Pigs
- 2010 - Archer on the Beach
- 2013 - Five Spanish Songs